# Leiston
Leiston is een civil parish in het bestuurlijke gebied East Suffolk, in het Engelse graafschap Suffolk. De plaats telt 5357 inwoners.